# Červená Voda (okres Sabinov)
Červená Voda je obec na Slovensku v okrese Sabinov v Prešovském kraji. V obci žije 505 obyvatel. Vznikla vyčleněním od Sabinova.

## Geografie

### Poloha
Obec se nachází na jižním svahu pohoří Čergov a ve východní části Šarišského podolí v údolí řeky Torysa. Členěná nižší vrchovina  má nadmořskou výšku v rozmezí 375–954 m, střed obce leží ve výšce 515 m n. m. a od Sabinova je vzdálena šest kilometrů. Území je tvořeno v pásmu tvrdošů nejodolnějšími horninami karpatského flyšového pásma. Většina povrchu je pokryta lesy s převahou jedlových porostů.
Na území obce leží chatová osada Lazy.

### Sousední obce
|                   | Sabinov (katastr obce Zálesí) |          |
| Jakovany          |                               | Drienica |
| Pečovská Nová Ves | Sabinov                       |          |

## Historie
Obec vznikla v roce1956, kdy se vyčlenila z města Sabinov. Do té doby byla součásti města Sabinov pod názvem Majire a později Sabinovské dvory. Hlavní obživou bylo zemědělství, chov dobytka a práce v lesích. V roce 2013 zde žilo 484 obyvatel.
V obci Červená Voda je řeckokatolický farní kostel Nejsvětější Trojice. Pod tuto farnost náleží filiální kostel v Jakovanech.